# Kugelfallviskosimeter

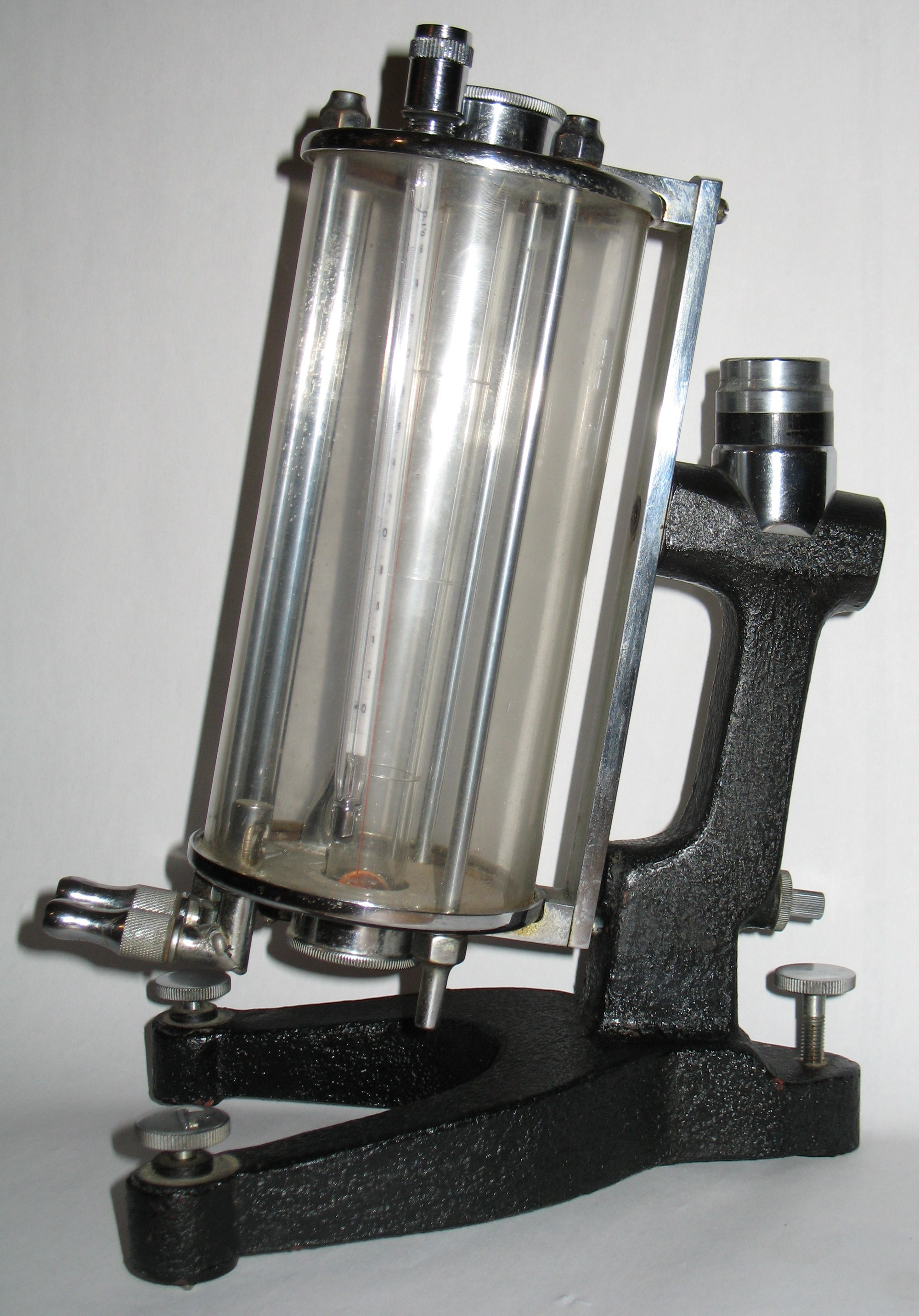
Höppler-Kugelfallviskosimeter (1932).

Das Kugelfallviskosimeter ist eine besondere Bauform eines Viskosimeters und dient der präzisen Messung der Viskosität durchsichtiger newtonscher Flüssigkeiten und Gase. Es entspricht den in DIN 53015 festgelegten Anforderungen und kann amtlich kalibriert werden. In Verbindung mit einem Umwälzthermostaten ist seine Messgenauigkeit sehr hoch.
Erfunden wurde das Kugelfallviskosimeter 1932 vom Chemiker Fritz Höppler. Daher ist dieses Messgerät auch unter dem Namen Höppler-Viskosimeter nach DIN 53655 bekannt.

## Messprinzip
Eine Kugel bewegt sich in rollender und gleitender Bewegung in einem geneigten zylindrischen Rohr, das mit dem zu prüfenden Fluid gefüllt ist. Es wird die Zeit gemessen, die die Kugel benötigt, um eine definierte Messstrecke zu durchlaufen. Durch Schwenken des Messteils kann auch der Rücklauf der Kugel zur Messung herangezogen werden. Mit Hilfe des Stokes’schen Sedimentationsgesetzes wird die dynamische Viskosität berechnet, welche in mPa·s (10−3 Pa·s) angegeben wird. Die kontrollierte rollende Bewegung der Prüfkugel dient dabei der Vermeidung von Turbulenzen im Fluid, die ansonsten bei einer frei fallenden Kugel entstehen würden.
Für die mobile Analyse von Mineralölen gibt es vereinfachte Formen des Kugelfallviskosimeters, die eine Bestimmung der Viskosität direkt an der Maschine erlauben.

## Anwendungen
- Chemische Industrie (zum Beispiel Lösungen von Kunststoffen, Lösungsmittel, Harzlösungen, Tinte)
- Pharmazeutische Industrie (zum Beispiel Rohstoffe, Glycerin)[3]
- Nahrungsmittelindustrie (zum Beispiel Gelatine, Bierwürze, Zuckerlösung)
- Mineralölindustrie (zum Beispiel Öle, flüssige Kohlenwasserstoffe)
- Großdieselmotoren (zum Beispiel Verdünnung des Schmieröles mit Brennstoff)
- Schifffahrt (zum Beispiel Einspritztemperatur von Schweröl)

## Kugelrollviskosimeter
Eine Variante des Kugelfallviskosimeters stellt das automatisierte Kugelrollviskosimeter dar. Es besteht aus mehreren Kapillaren, in die die zu prüfende Flüssigkeit und eine Kugel gegeben werden. Die Kapillaren können mithilfe eines Motors in einen Neigungswinkel von 10 bis 80° zur Senkrechten gebracht werden, woraufhin mit Sensoren gemessen wird, wie lang die Laufzeit der Kugel für die vorgegebene Strecke ist. Das Europäische Arzneibuch fordert mindestens vier Durchläufe (je zweimal vorwärts und rückwärts) sowie eine Laufzeit von mindestens 20 Sekunden bei einer Strecke von 100 Millimetern.